# کلوخ
کلوخ (به لاتین: Kalokh) یک منطقهٔ مسکونی در افغانستان است که در ولایت بلخ واقع شده‌است.